# Asian Film Awards
Los Asian Film Awards (en inglés: Premios del Cine Asiático) es un premio anual concedido por la Hong Kong International Film Festival Society (Sociedad del Festival Internacional de Film de Hong Kong) en reconocimiento a la excelencia de los profesionales en las industrias cinematográficas del cine asiático, incluyendo directores, actores y escritores.

## Historia
El 29 de enero de 2007, Wilfred Wong, Presidente de la Hong Kong International Film Festival Society, anunció el lanzamiento de los Asian Film Awards (AFA). Los primeros Asian Film Awards se realizaron el 20 de marzo de 2007, en la noche de apertura del 31 ° Festival Internacional de Cine de Hong Kong (HKIFF) en el Centro de exhibiciones y convenciones de Hong Kong. Así los premios fueron entregados a los que fueron considerados como los mejores logros cinematográficos del cine asiático en el año 2006 de acuerdo al criterio de la asociación. Asistieron alrededor de 4000 invitados de todo el mundo.
La Ceremonia de Presentación AFA se lleva a cabo como parte de la Gala de Apertura de Entertainment Expo Hong Kong. Los profesionales de la industria cinematográfica de todo el mundo están invitados a otorgar premios al ganador de cada categoría.
A lo largo de su historia y desde su inauguración en 2007, las películas en idioma chino y los profesionales de China, Taiwán y Hong Kong han dominado los premios. Esta falta de diversidad ha sido criticada.

## El trofeo
El 13 de febrero de 2007, el Consejo para el Desarrollo Comercial de Hong Kong organizó una celebración con el fin de anunciar que "I'm a Cyborg, But That's OK" sería la película de apertura del 31 ° Festival Internacional de Cine de Hong Kong en una recepción en Berlín. En el mismo evento también se dio a conocer el trofeo AFA, diseñado por el galardonado diseñador de producción, William Chang.
Según William Chang, su inspiración detrás de la obra de arte fue su admiración por una combinación de dibujos arquitectónicos y su propia colección de estatuas antiguas. Con una medida de 36 cm (14 pulgadas), el trofeo simboliza la alegría y la realización de todos los ganadores del premio.
El trofeo actual es oro en su conjunto, pero ha sufrido cambios significativos. Los primeros trofeos entregados en 2007 tienen su estatuilla en negro con una base blanca. En la 2ª AFA, el color dorado actual se usó para toda la pieza, pero en 2009 para su 3ª AFA en lugar de una base de oro, tiene una base negra. Luego, en 2010, todo el trofeo de oro hizo un regreso y se usa este diseño hasta hoy.

## Elegibilidad, nominaciones y votación
Para ser elegibles, las películas deben ser largometrajes (más de 60 minutos); estar en formato de película de 35 mm o 70 mm o formato digital adecuado para exhibir en cines; y ser películas de ficción de Asia. Esto abarca todos los cines de Asia: Asia Oriental, Asia del Sur, Oceanía, Sudeste Asiático y Oriente Próximo. Además, las películas deben tener subtítulos en inglés.
Las películas deben haber sido lanzadas entre el 1 de enero y el 31 de diciembre del año anterior a la ceremonia de entrega de premios, y haber sido exhibidas a través de un estreno nacional y distribución en teatros a por lo menos otro país; haberse estrenado en un festival internacional de cine; o haber recibido premios nacionales de cine.
La Sociedad del Festival Internacional de Cine de Hong Kong compila la lista preliminar de nominaciones con la participación de las dos partes que pueden enviar películas para su consideración para ser incluidas en la lista de nominaciones que son:
- Las organizaciones de presentación oficial de los premios Asian Film Awards están compuestas por reconocidas organizaciones de cine de diferentes territorios asiáticos. Cada organización de presentación oficial puede presentar hasta tres películas para representar su territorio.

- El jurado de los premios Asian Film Awards está compuesto por profesionales del cine de todo el mundo. Cada miembro del jurado puede recomendar hasta dos nominaciones adicionales en cada categoría.

Después de que la sociedad finaliza la lista de nominaciones, el jurado y los miembros votantes (compuestos por los ganadores anteriores del último AFA) votan en un sistema de votación en línea donde se cuenta, organiza y mantiene la confidencialidad hasta el día de la AFA por parte de una firma acreditada de contadores públicos certificados.

## Ganadores
| Year | Best Film                                   | Best Director                                                          | Best Actor                                   | Best Actress                                | Best Supporting Actor                                   | Best Supporting Actress                         | Best New Director                         |
| ---- | ------------------------------------------- | ---------------------------------------------------------------------- | -------------------------------------------- | ------------------------------------------- | ------------------------------------------------------- | ----------------------------------------------- | ----------------------------------------- |
| 2007 | The Host                                    | Jia Zhangke for Still Life                                             | Song Kang-ho for The Host                    | Miki Nakatani for Memories of Matsuko       | No award                                                | No award                                        | No award                                  |
| 2008 | Secret Sunshine                             | Lee Chang-dong for Secret Sunshine                                     | Tony Leung for Lust, Caution                 | Jeon Do-yeon for Secret Sunshine            | Sun Honglei for Mongol                                  | Joan Chen for The Sun Also Rises                | No award                                  |
| 2009 | Tokyo Sonata                                | Hirokazu Kore-eda for Still Walking                                    | Masahiro Motoki for Departures               | Zhou Xun for The Equation of Love and Death | Jung Woo-sung for The Good, the Bad, the Weird          | Gina Pareño for Service                         | No award                                  |
| 2010 | Mother                                      | Lu Chuan for City of Life and Death                                    | Wang Xueqi for Bodyguards and Assassins      | Kim Hye-ja for Mother                       | Nicholas Tse for Bodyguards and Assassins               | Kara Hui for At the End of Daybreak             | No award                                  |
| 2011 | Uncle Boonmee Who Can Recall His Past Lives | Lee Chang-dong for Poetry                                              | Ha Jung-woo for The Yellow Sea               | Xu Fan for Aftershock                       | Sammo Hung for Ip Man 2                                 | Youn Yuh-jung for The Housemaid                 | No award                                  |
| 2012 | A Separation                                | Asghar Farhadi for A Separation                                        | Donny Damara for Lovely Man                  | Deanie Ip for A Simple Life                 | Lawrence Ko for Jump Ashin!                             | Shamaine Buencamino for Niño                    | No award                                  |
| 2013 | Mystery                                     | Takeshi Kitano for Outrage Beyond                                      | Eddie Garcia for Bwakaw                      | Nora Aunor for Thy Womb                     | Nawazuddin Siddiqui for Talaash: The Answer Lies Within | Makiko Watanabe for Capturing Dad               | No award                                  |
| 2014 | The Grandmaster                             | Wong Kar-wai for The Grandmaster                                       | Irrfan Khan for The Lunchbox                 | Zhang Ziyi for The Grandmaster              | Huang Bo No Man's Land                                  | Yeo Yann Yann for Ilo Ilo                       | No award                                  |
| 2015 | Blind Massage                               | Ann Hui for The Golden Era                                             | Liao Fan for Black Coal, Thin Ice            | Bae Doona for A Girl at My Door             | Wang Zhiwen The Golden Era                              | Ikewaki Chizuru for The Light Shines Only There | No award                                  |
| 2016 | The Assassin                                | Hou Hsiao-hsien for The Assassin                                       | Lee Byung-hun for Inside Men                 | Shu Qi for The Assassin                     | Asano Tadanobu forJourney to the Shore                  | Zhou Yun for The Assassin                       | No award                                  |
| 2017 | I Am Not Madame Bovary                      | Na Hong-jin for The Wailing                                            | Asano Tadanobu for Harmonium                 | Fan Bingbing for I Am Not Madame Bovary     | Lam Suet for Trivisa                                    | Moon So-ri for The Handmaiden                   | No award                                  |
| 2018 | Youth                                       | Yuya Ishii for The Tokyo Night Sky Is Always the Densest Shade of Blue | Louis Koo for Paradox                        | Sylvia Chang for Love Education             | Yang Ik-june for Wilderness                             | Zhang Yuqi for Legend of the Demon Cat          | Dong Yue for The Looming Storm            |
| 2019 | Shoplifters                                 | Lee Chang-dong for Burning                                             | Kōji Yakusho for The Blood of Wolves         | Samal Yeslyamova for Ayka                   | Zhang Yu for Dying to Survive                           | Kara Hui for Tracey                             | Oliver Siu Kuen Chan for Still Human      |
| 2020 | Parasite                                    | Wang Xiaoshuai for So Long, My Son                                     | Lee Byung-hun for The Man Standing Next      | Zhou Dongyu for Better Days                 | Ryo Kase for To the Ends of the Earth                   | Ko Shu-chin for A Sun                           | Hikari for 37 Seconds                     |
| 2021 | Wife of a Spy                               | Zhang Yimou for One Second                                             | Yoo Ah-in for Voice of Silence               | Yū Aoi for Wife of a Spy                    | Kim Hyun-bin for The Silent Forest                      | Aju Makita for True Mothers                     | Hong Eui-jeong for Voice of Silence       |
| 2022 | Drive My Car                                | Hirokazu Kore-eda for Broker                                           | Tony Leung Chiu-wai for Where the Wind Blows | Tang Wei for Decision to Leave              | Hio Miyazawa for Egoist                                 | Kim So-jin for Emergency Declaration            | Jigme Trinley for One and Four            |
| 2023 | Evil Does Not Exist                         | Hirokazu Kore-eda for Monster                                          | Koji Yakusho for Perfect Days                | Jiang Qinqin for Dwelling by the West Lake  | Park Hoon for 12.12: The Day                            | Rachel Leung for In Broad Daylight              | Nick Cheuk for Time Still Turns the Pages |